# Liste der denkmalgeschützten Objekte in Zell am Pettenfirst
Die Liste der denkmalgeschützten Objekte in Zell am Pettenfirst enthält die 2 denkmalgeschützten, unbeweglichen Objekte der oberösterreichischen Gemeinde Zell am Pettenfirst.

## Denkmäler
| Foto |                 | Denkmal                                                                                        | Standort                                               | Beschreibung | Metadaten |
| ---- | --------------- | ---------------------------------------------------------------------------------------------- | ------------------------------------------------------ | --- | --- |
| ja   | Datei hochladen | Kath. Pfarrkirche Mariä Heimsuchung und ehem. Friedhofsfläche HERIS-ID: 52725 Objekt-ID: 60286 | Zell am Pettenfirst 1 Standort KG: Zell am Pettenfirst | Eine spätgotische, dreischiffige Kirche mit einem Hochaltar in Knorpelstil von Thomas Schwanthaler aus den Jahren 1667/69. | BDA-Hist.: Q25622935 Status: § 2a Stand der BDA-Liste: 2025-06-30 Name: Kath. Pfarrkirche Mariä Heimsuchung und ehem. Friedhofsfläche GstNr.: 3242, 3244, 3246, 3245 Church of the Visitation (Zell am Pettenfirst) |
| ja   | Datei hochladen | Pfarrhof HERIS-ID: 67289 Objekt-ID: 80240                                                      | Zell am Pettenfirst 5 Standort KG: Zell am Pettenfirst | | BDA-Hist.: Q38116261 Status: Themenspeicher Stand der BDA-Liste: 2025-06-30 Name: Pfarrhof GstNr.: 3336 |